# Куала-Перліс
Куала-Перліс — невелике місто в Малайзії, друге за розміром місто в штаті Перліс. Порт на Бенгальській затоці. З'єднаний поромною переправою з островами Лангкаві та Таїландом. Основні види діяльності населення — рибальство та туристичний бізнес.

## Розташування
Місто знаходиться на крайньому північному заході Малайзії, у 1-2 кілометрах від суходільного кордону з Таїландом. У 5 км на схід від Куала-Перлісу знаходиться столиця і найбільше місто штату Перліс, Кангар. У 30 км на захід знаходяться острови Лангкаві. У 45 км на південь від Куала-Перлісу розташоване велике місто Алор-Стар.
Куала-Перліс знаходиться на біля гирла річки Перліс, при її впадінні у Малаккську протоку.

## Вулиці та будівлі
За розміром невелике припортове містечко, основних вулиць усього дві. На лівому березі річки Перліс знаходиться поромний термінал та сучасна частина містечка, є відділення банків, готелі та ресторани. На правий берег можна потрапити дерев'яним пішохідним містком, за ним знаходиться стара частина Куала-Перлісу, переважно забудована будинками на палях, які стоять над мангровими болотами.

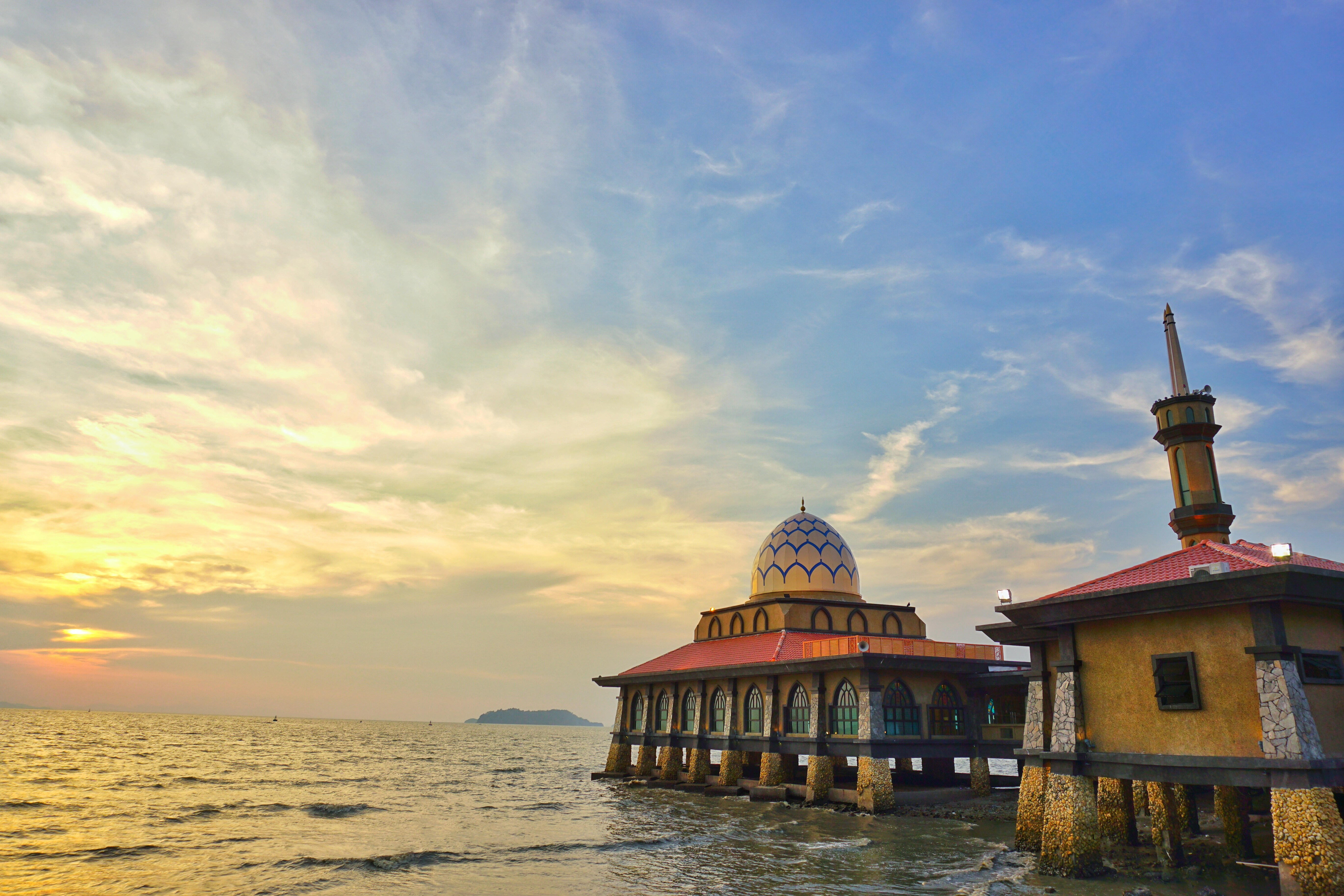
Мечеть Аль-Хуссейна під час заходу сонця

Більшість населення Куала-Перлісу — мусульмани. У містечку є 2 головні мечеті: Мечеть Аль-Хуссейна (малай. Masjid Al Hussain) і Мечеть Рахманіа (малай. Masjid Rahmaniah). Особливою є Мечеть Аль-Хуссейна, побудована на сваях над морем поблизу гострого мису. Її також називають «плавуча мечеть» і вона є однією з туристичних принад містечка. До мечеті веде 50-метровий міст. Стіни мечеті не пофарбовано, а інкрустовано уламками коралів, мармуру, граніту, морської гальки. Обидва мінарети унікальної шестикутної форми в перерізі. Вночі мечеть підсвічується різнокольоровим світлом, яке змінюється до кожної традиційної ісламської молитви.

## Населення
До кінця XX століття поселення являло собою невелике селище. Після побудови поромного терміналу населення збільшилося. За переписом 2000 року воно склало 12 686 осіб, за орієнтовними даними 2004 року перевищило 14 тисяч.
Основним зайняттям населення було й залишається прибережне рибальство. У зв'язку з розвитком туризму, частина населення зайнята в цій галузі: човновий транспорт на острови та до Таїланду, екскурсії, готельний бізнес.

## Контрабанда
Знаходиться у 40 км на південь від містечка та прикордонного пункту Паданг-Бесар на кордоні з Таїландом. Через своє розташування є одним із пунктів контрабандних маршрутів до Таїланду та Китаю. Зокрема у Куала-Перліс з Індонезії на початку XXI століття нелегально прибувають вантажі рідкісних видів тварин та переправляються звідти суходолом до Таїланду. Нелегальний зооекспорт включає панголінів, орангутанів тощо.